# Romerella brasiliensis
Romerella brasiliensis is een hooiwagen uit de familie Sclerosomatidae.